# Брожувка
Брожувка (пол. Brożówka, нім. Gansenstein) — село в Польщі, у гміні Круклянки Гіжицького повіту Вармінсько-Мазурського воєводства.
Населення — 155 осіб (2011).
У 1975-1998 роках село належало до Сувальського воєводства.

## Демографія
Демографічна структура станом на 31 березня 2011 року:
|          | Загалом | Допрацездатний вік | Працездатний вік | Постпрацездатний вік |
| -------- | ------- | ------------------ | ---------------- | -------------------- |
| Чоловіки | 86      | 17                 | 63               | 6                    |
| Жінки    | 69      | 17                 | 42               | 10                   |
| Разом    | 155     | 34                 | 105              | 16                   |